# Mari Kawamura
Mari Kawamura (川村 真理, Kawamura Mari, Fukuoka, 19 december 1988) is een Japans voormalig voetbalster.

## Carrière

### Clubcarrière
Kawamura begon haar carrière in 2006 bij Fukuoka J. Anclas. Ze tekende in april 2013 bij JEF United Chiba. In 2015 beëindigde zij haar carrière als voetbalster.

### Interlandcarrière
Kawamura nam met het Japans nationale elftal O20 deel aan het WK onder 20 in 2008 en Daar stond zij in alle vier de wedstrijden van Japan opgesteld.
Kawamura maakte op 6 maart 2013 haar debuut in het Japans vrouwenvoetbalelftal tijdens een wedstrijd om de Algarve Cup tegen Noorwegen. Ze heeft twee interlands voor het Japanse elftal gespeeld.

## Statistieken
| Japans vrouwenvoetbalelftal | Japans vrouwenvoetbalelftal | Japans vrouwenvoetbalelftal |
| Jaar                        | Wed.                        | Dlp.                        |
| --------------------------- | --------------------------- | --------------------------- |
| 2013                        | 2                           | 0                           |
| Totaal                      | 2                           | 0                           |